# 橋本一郎 (編集者)
橋本 一郎（はしもと いちろう、1936年12月1日 - ）は、日本の元編集者・文筆家。
朝日ソノラマ時代は『鉄腕アトム』『オバケのQ太郎』『エイトマン』『鉄人28号』等、多くのソノシートを企画しヒットさせた。また「サンコミックス」を立ち上げ、水木しげる、石森章太郎、桑田次郎、永島慎二、水野英子などのヒット作を多く手掛けた。

## 来歴
福島県郡山市出身。祖父は郡山市内に縫製工場を構え一代で財を成した。
橋本自身は同志社大学文学部に進み、1959年に卒業した。就職浪人を経て1961年、朝日ソノラマに入社する。

### 朝日ソノラマ時代
当時の「月刊朝日ソノラマ」は時事色が強く売り上げが低迷していた。企画を模索していた橋本はジョン・F・ケネディ（アメリカ合衆国大統領）の演説に目をつけ音盤化。これが予想外に売れてシリーズ化した。
次に手掛けたのが『ブーフーウー』『鉄腕アトム』などテレビ番組主題歌を発売することだった。テレビの音楽を商品化することがメジャーではなかった時代にいち早くソノシートを発売しヒットに繋げた。またレコード店と書店は流通事情が異なり書店で大量に捌くソノシートはレコード会社に差をつけた。『鉄腕アトム』以降、『鉄人28号』、『エイトマン』、『狼少年ケン』等国産テレビアニメの草創期に時流に乗り業績をあげた。
1966年には「サンコミックス」を立ち上げ、石森章太郎、水木しげるを皮切りに橋本在籍の1968年3月までに33巻を刊行した（最終的には927巻まで刊行して終了した）。
このほか、『ジャンケンケンちゃん』『スーパースリー』『柔道一直線』などの主題歌も代筆していた。

### 少年画報社時代
サンコミックスを通してマンガとそれを生み出す漫画家に魅了された橋本は、ソノシートに関しては後進に任せ朝日ソノラマを辞した。その頃結成された労働組合へのアレルギーも退社を後押しした。
人脈が広かった橋本には複数の出版社から声が掛かったが、条件が良い会社は相応の結果も求められるため、条件は良くなかったが「いちばん自由にやれそうな」少年画報社に入社した。
『少年キング』の編集部では手塚治虫の『アポロの歌』を担当する。この頃の少年キングは『猫目小僧』『柔道一直線』『フータくん』『怪物くん』『エースの条件』『アパッチ野球軍』『ワイルド7』『ケネディ騎士団』『ジャイアント台風』『赤き血のイレブン』などを送り出し全盛期と言えた。次に増刊『ヤングコミック』を立ち上げ、新鋭の作家を起用した。原稿が遅くて他誌から敬遠されていた平田弘史、山上たつひこ、宮谷一彦、松森正などをあえて採用し作品の熱量で勝負した。

### 少年画報社退社後
1977年に少年画報社を退社し以後フリーランスとして執筆活動に専念している。またテレビやラジオ出演、トークイベント、講演会にも出演しアニメ・アニソンの語り部として活動している。

## 著書等

### 単著
- 『鉄腕アトムの歌が聞こえる - 手塚治虫とその時代 -』少年画報社、2015年（少年画報社創業70周年記念出版）
- 『手塚治虫99のことば』双葉社、2019年

### 漫画原作
- 『レディーコップ』（画・松森正）
- 『まんちゅりい・ぶるうす』（画・松森正）
- 『テキサスの鷹』（画・松森正）
- 『黒潮の尽きる島』（画・木村えいじ）
- 『柔道の歴史 嘉納治五郎の生涯』（画・作麻正明）
- 『黒帯疾風録』（画・ほんまりう）